# Ratania flava
Ratania flava is een eenoogkreeftjessoort uit de familie van de Rataniidae. De wetenschappelijke naam van de soort is voor het eerst geldig gepubliceerd in 1893 door Giesbrecht.